# Gran Teatro de Burdeos

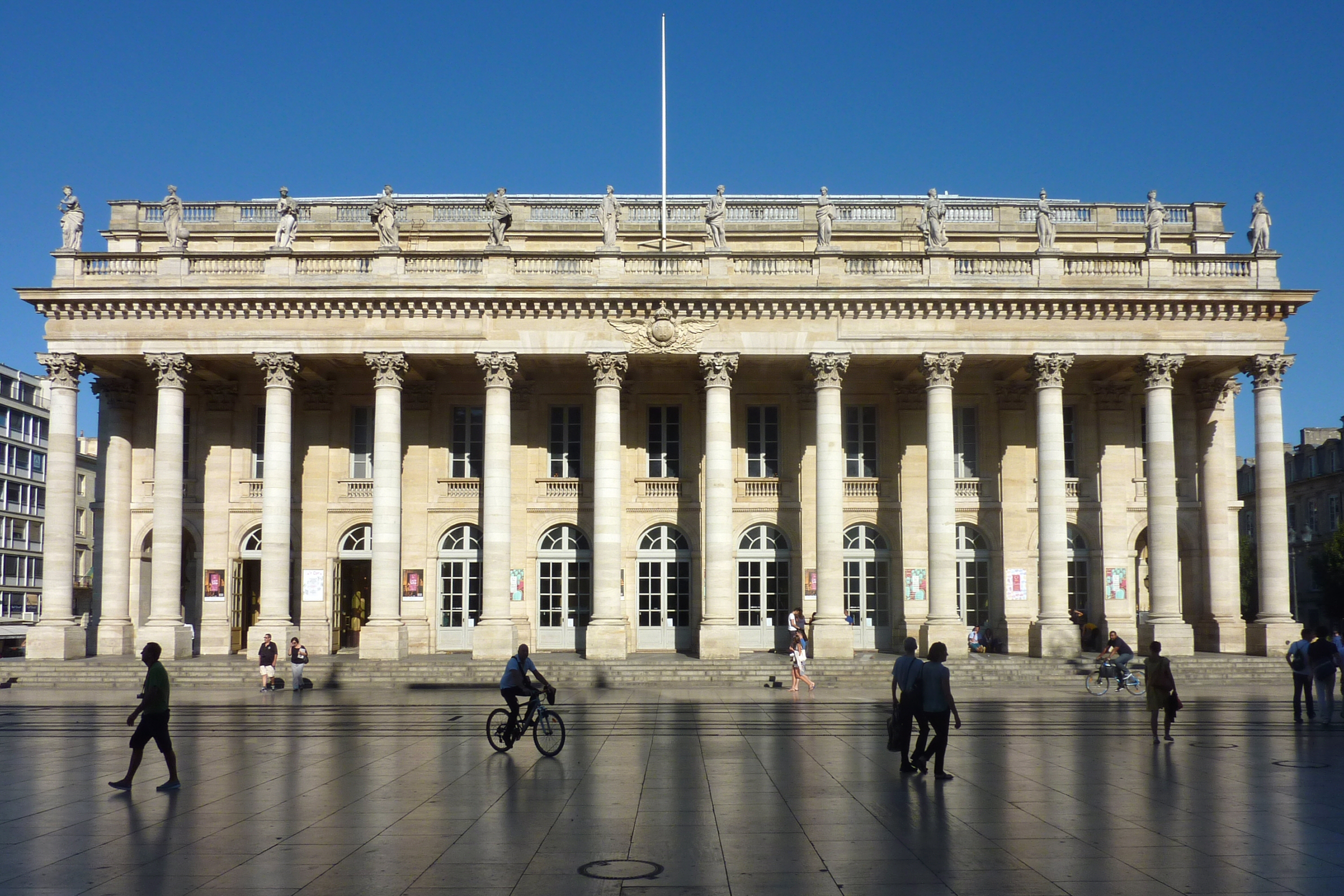
The Grand Théâtre de Bordeaux

Grand Théâtre de Bordeaux (Gran Teatro de Burdeos) es un teatro ubicado en dicha ciudad de Francia inaugurado en 17 de abril de 1780 con la obra Atalía de Jean Racine, y mandado construir por el mariscal Richelieu. En 1789 tuvo lugar el estreno del ballet La Fille Mal Gardée y allí Marius Petipa coreografió sus primeras obras.
Fue diseñado por el arquitecto Victor Louis (1731-1800), ganador del Gran Premio de Roma y que intervino en los jardines del Palais Royal, y en el Théâtre Français de París. Inspiró a Charles Garnier en la construcción de la Ópera de París, influencia que se observa particularmente en la gran escalinata. Está declarado monumento histórico de Francia, tiene 88 metros de largo por 47 de ancho con una sala para 1,100 espectadores.
En estilo neoclásico, fue concebido como templo de las artes con un pórtico de 12 columnas corintias soportando un frontiscipio con 12 estatuas: las nueve musas y las diosas Juno, Venus y Minerva. Se circunscribe dentro del opulento urbanismo bordelés propio del Siglo de las Luces.
En 1871 sirvió como Asamblea nacional del Parlamento francés.
Alberga 1.000 butacas en su sala central. Restaurado en 1991, el Grand Théâtre de Bordeaux es una de las más antiguas estructuras de madera que no ha necesitado reparación.
Así mismo, el Teatro es hoy día la sede de la Opéra National de Bordeaux, y del Ballet National de Bordeaux. También fue sede de la Orquesta Sinfónica de Burdeos Aquitania, hasta su traslado al Auditorio de Burdeos en 2013.

## Burdeos en elsigloXVIII
Con la llegada de Ange-Jacques Gabriel a Burdeos en el año 1729, la ciudad se encontraba circunscrita a sus murallas del siglo XIV. En este siglo la ciudad de Burdeos vivirá una importante expansión económica y demográfica.
La política de embellecimiento urbano realizada por los intendentes Boucher y Tourny transformó la ciudad medieval, de la mano del arquitecto Victor Louis, el cual llegó a Burdeos en el año 1773. La creación de las plazas Real, Delfín, de Aquitania, de Allées de Tourny y el Jardín Público, se inscriben dentro de esa filosofía de Las Luces, dándole una nueva inspiración a la ciudad, la cual carecía de un teatro.

## Otros teatros antes del Gran Teatro
Los primeros teatros construidos, al estilo italiano, aparecieron en la mayoría de las ciudades francesas hacia el siglo XVIII, a iniciativa de los intendentes de las provincias.
En Burdeos, los regidores habían mandado construir en 1739 una sala de piedra en los jardines del antiguo ayuntamiento de la ciudad, situado aproximadamente en la Grosse-Cloche, bajo los planes del arquitecto de la ciudad, Montégut. Se construyó un teatro con 1.500 plazas de capacidad, el cual fue destruido por un incendio en la noche del 28 al 29 de diciembre de 1775.
En espera de la necesaria reconstrucción del ayuntamiento de la ciudad, que debía integrar una nueva sala de espectáculos, fue acondicionado un teatro en 1760 a la entrada de la calle de la Corderie, cerca de la Plaza del Delfín.
El famoso actor Le Kain, que llegó a actuar en varias ocasiones en el Teatro de la Corderie, se encontró en su última actuación con un gran éxito, al punto de "afectados por el estruendo no poder comenzar hasta varios minutos después".
No obstante, los bordeleses, enamorados del teatro, quisieron ver construido, como en Lyon o Montpellier, un teatro digno de la grandeza de su nueva ciudad.

## Bibliografía

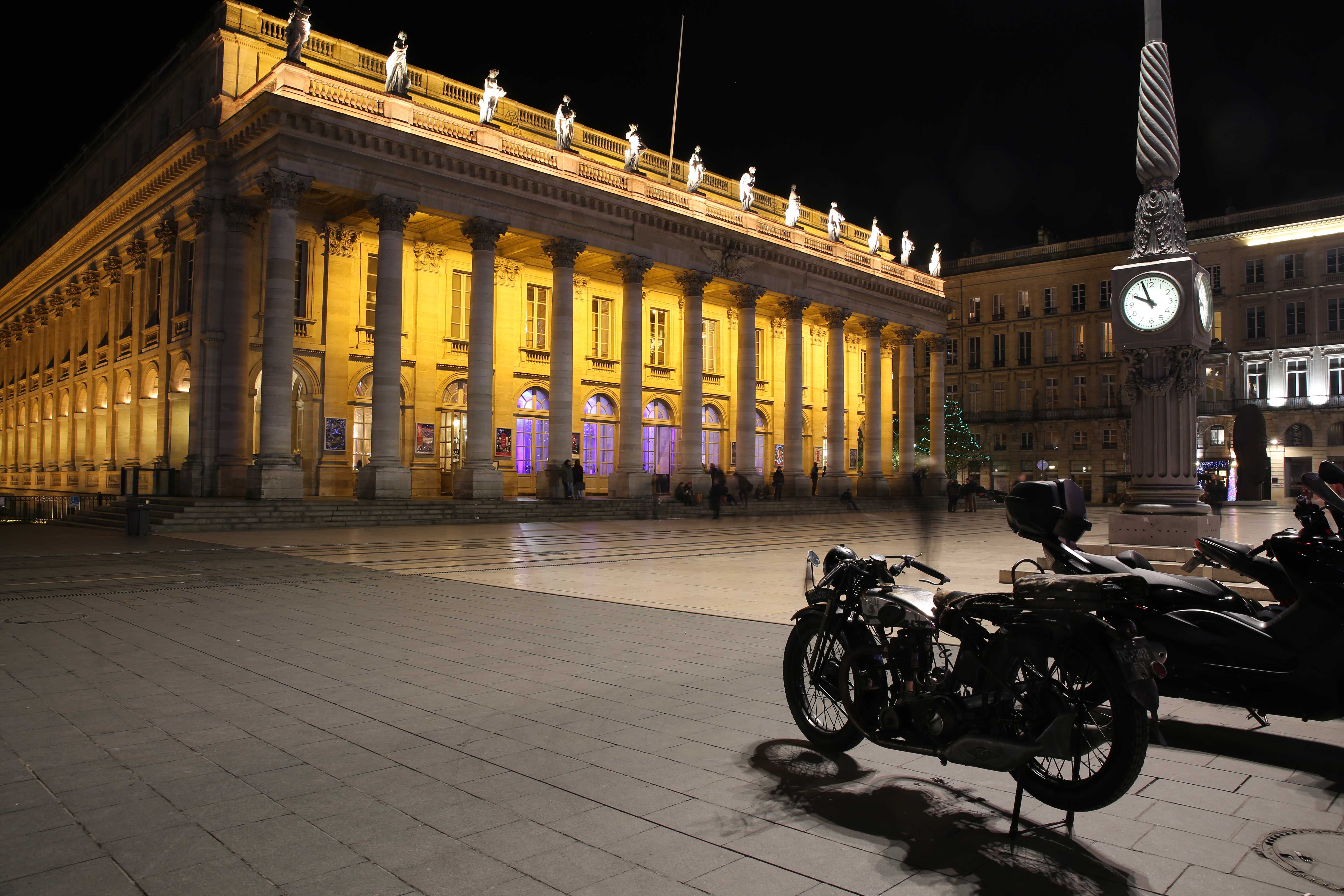
El Grand Théatre de noche

## Galería de imágenes

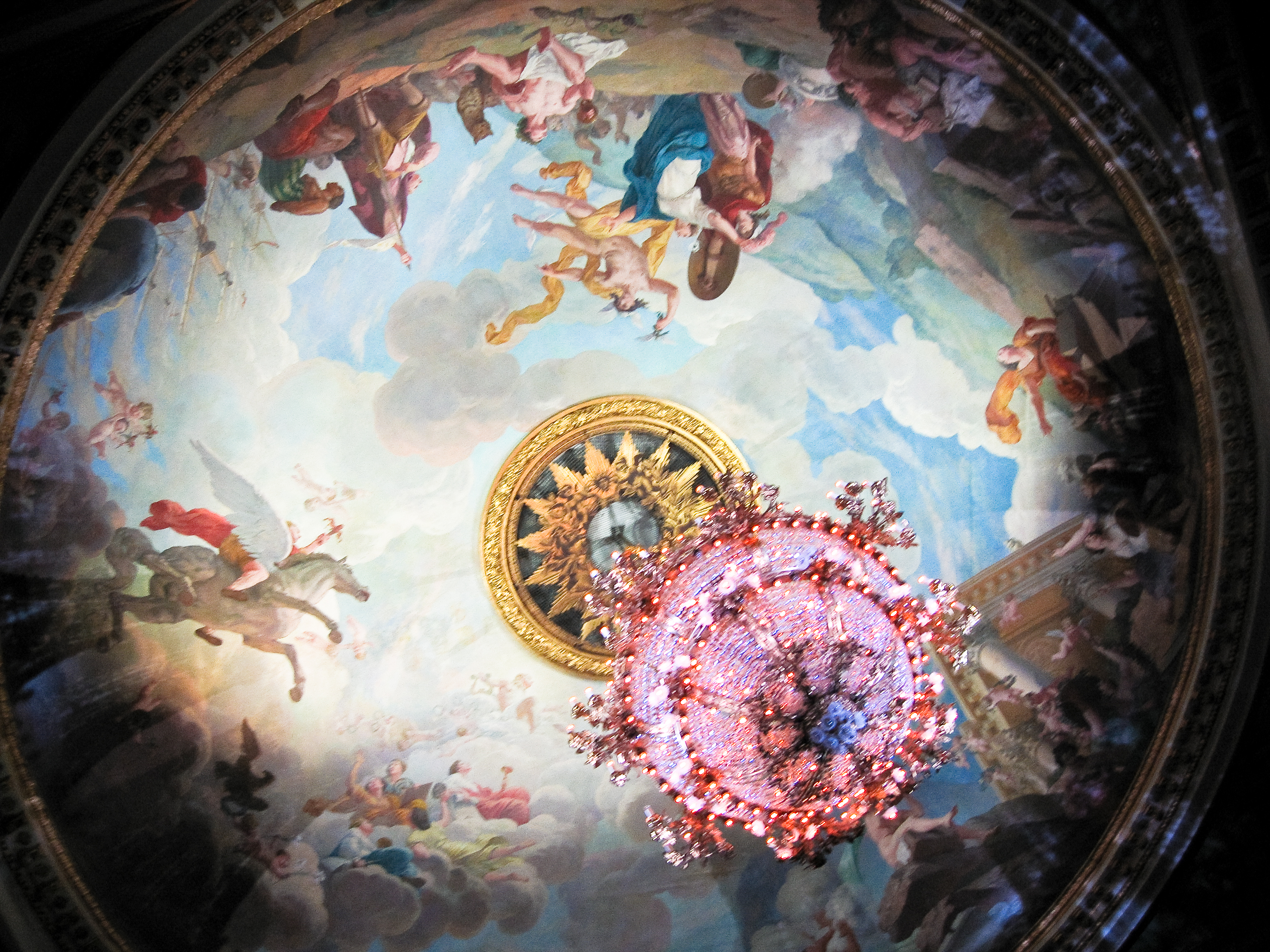
Plafond
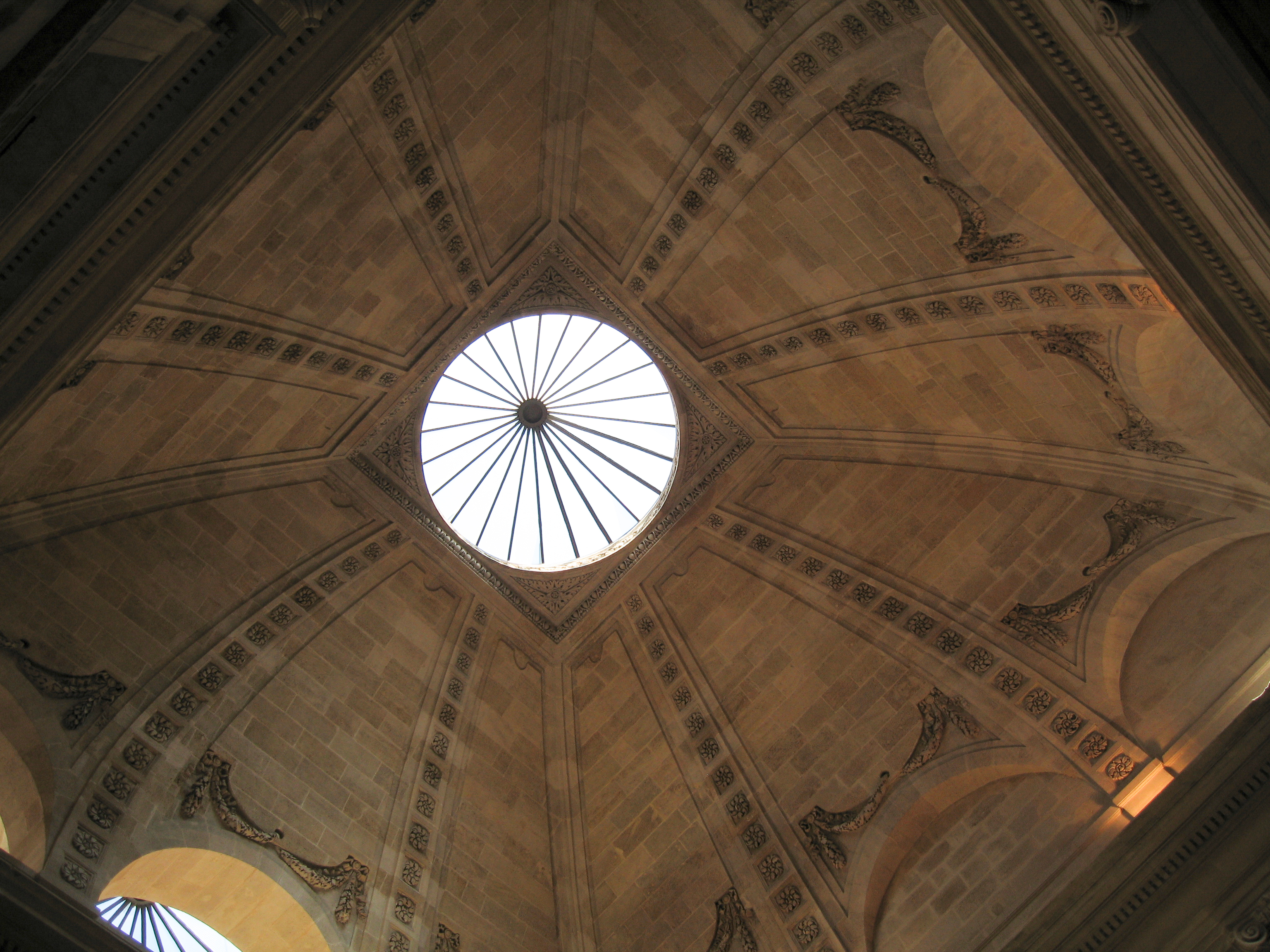
Domo
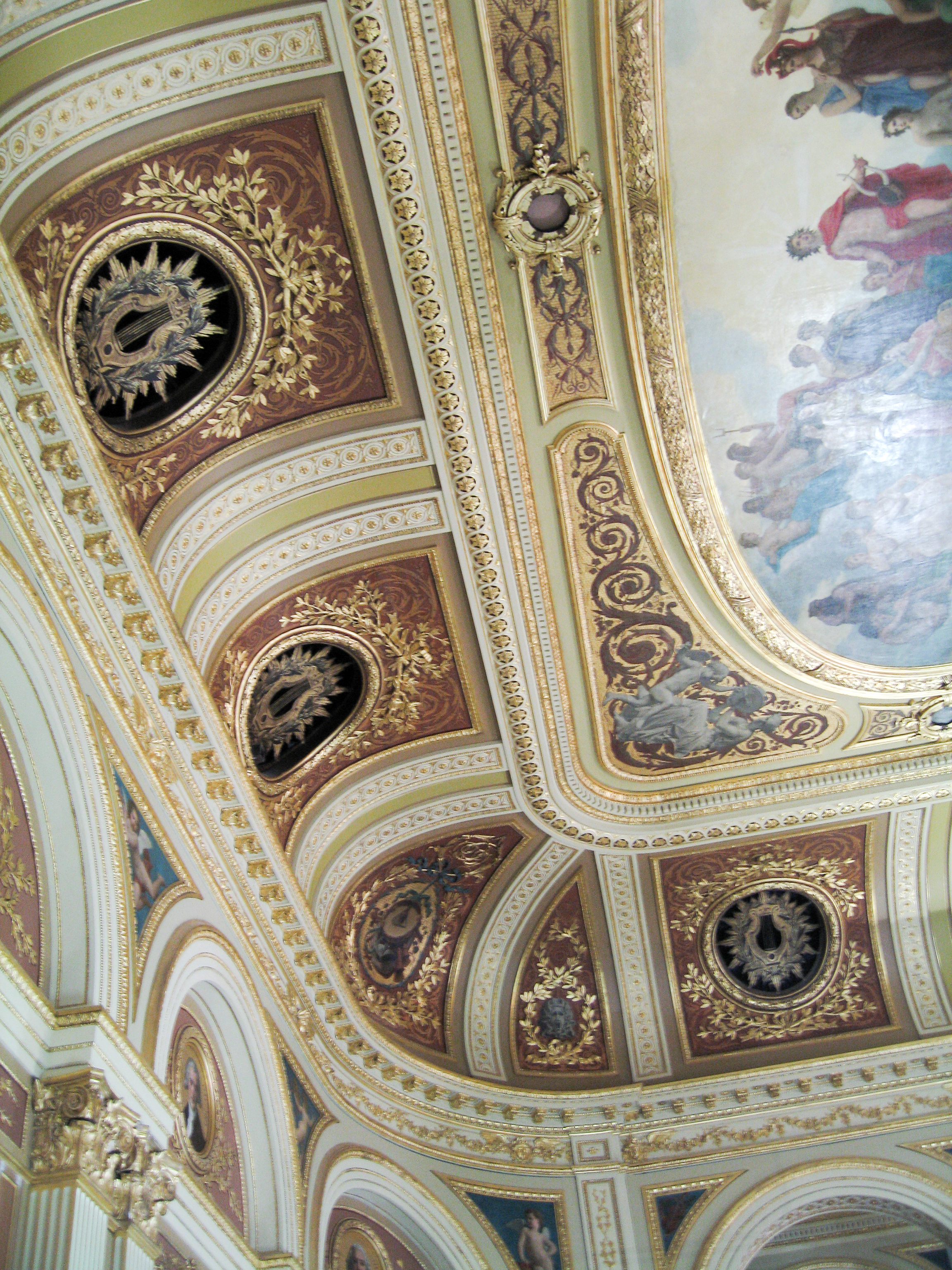
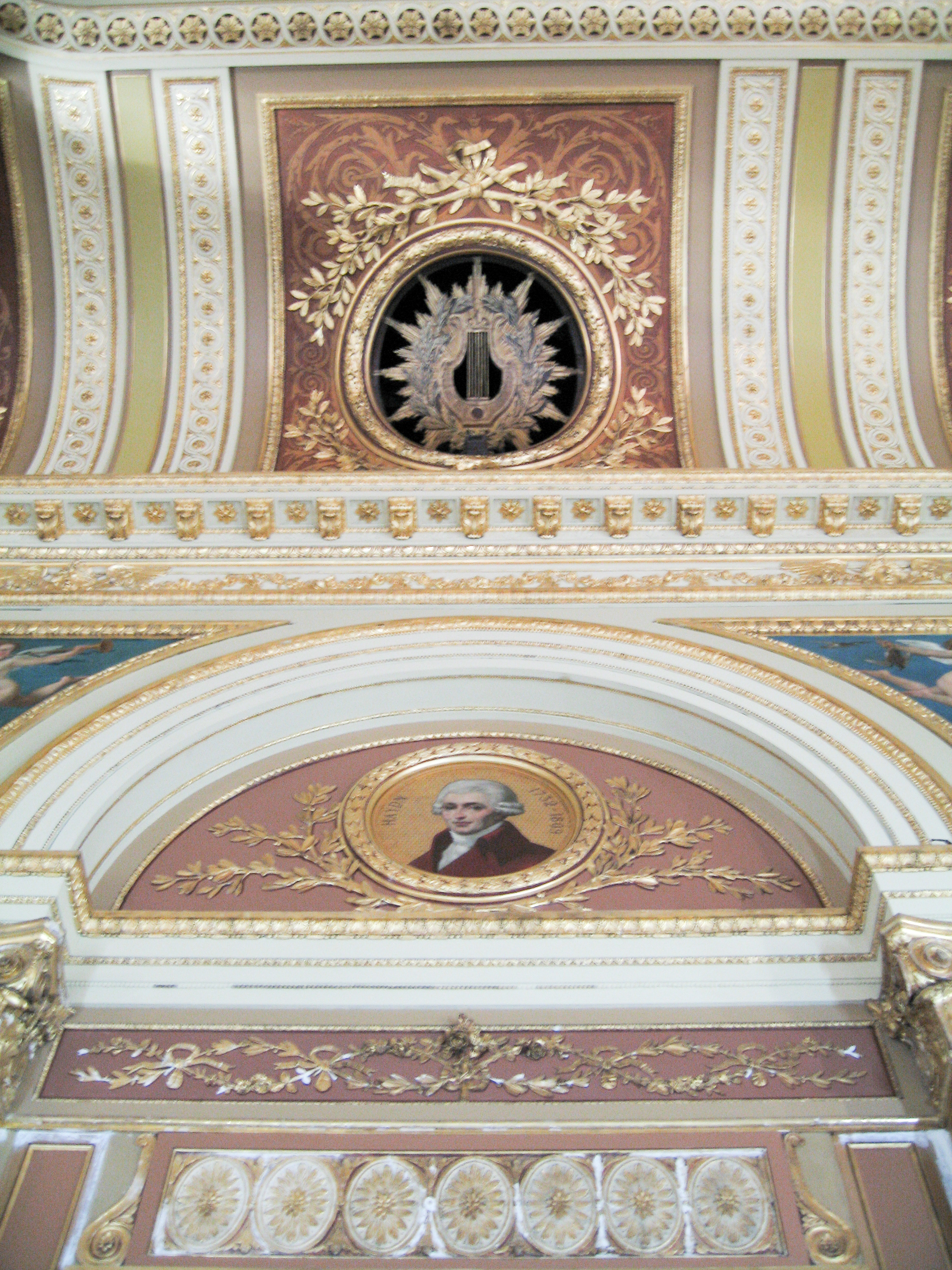
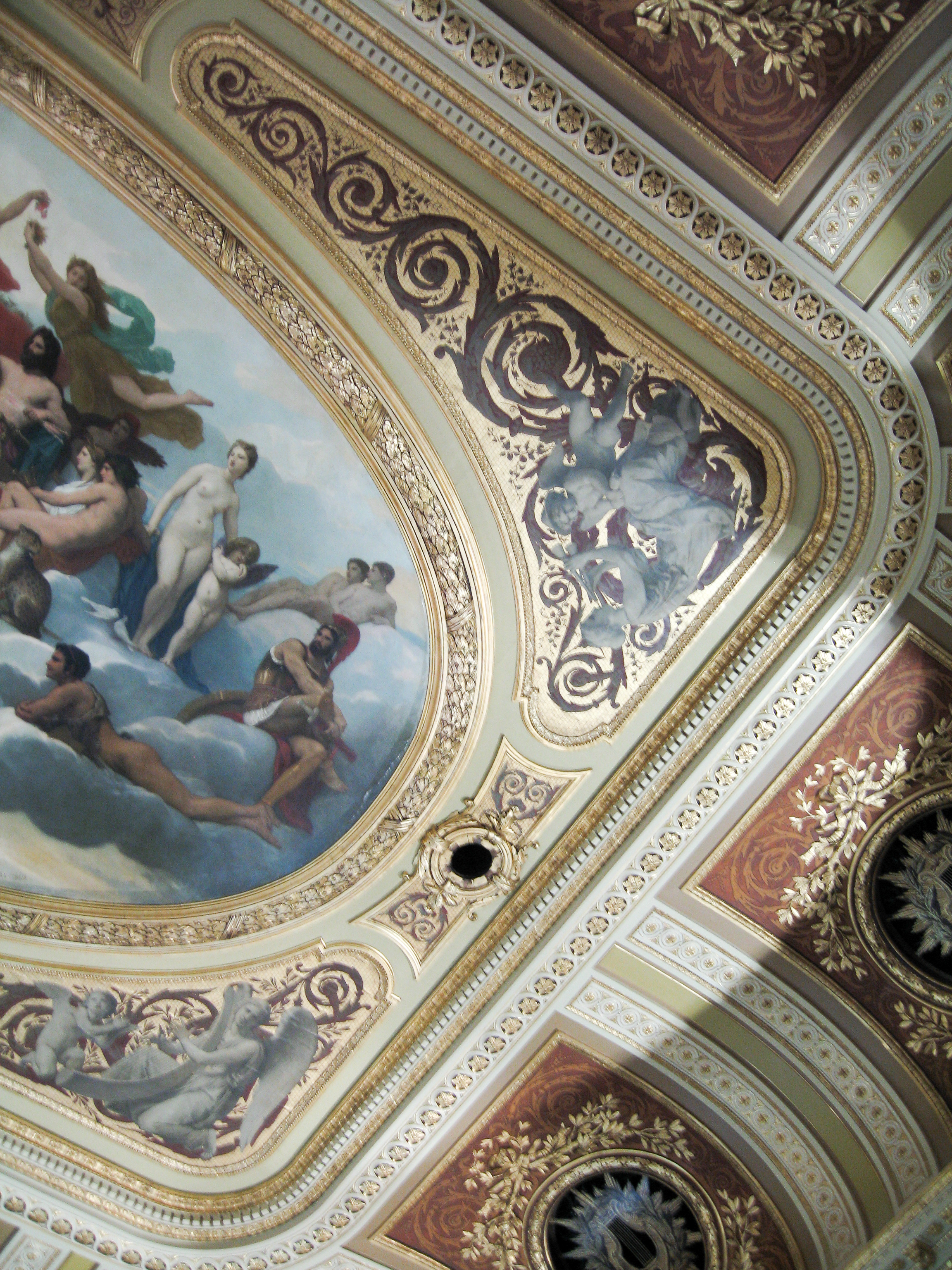
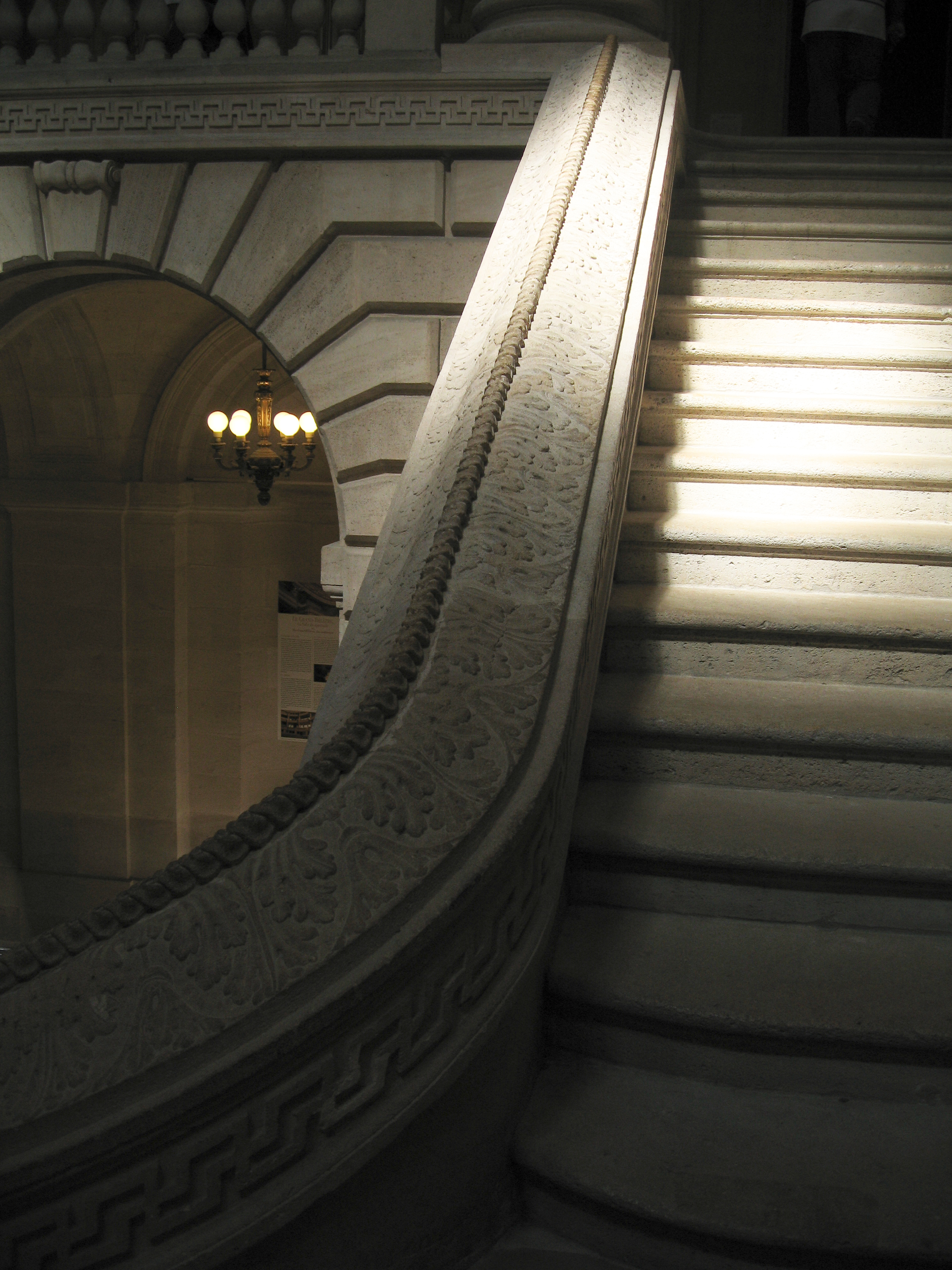
Grand escalier
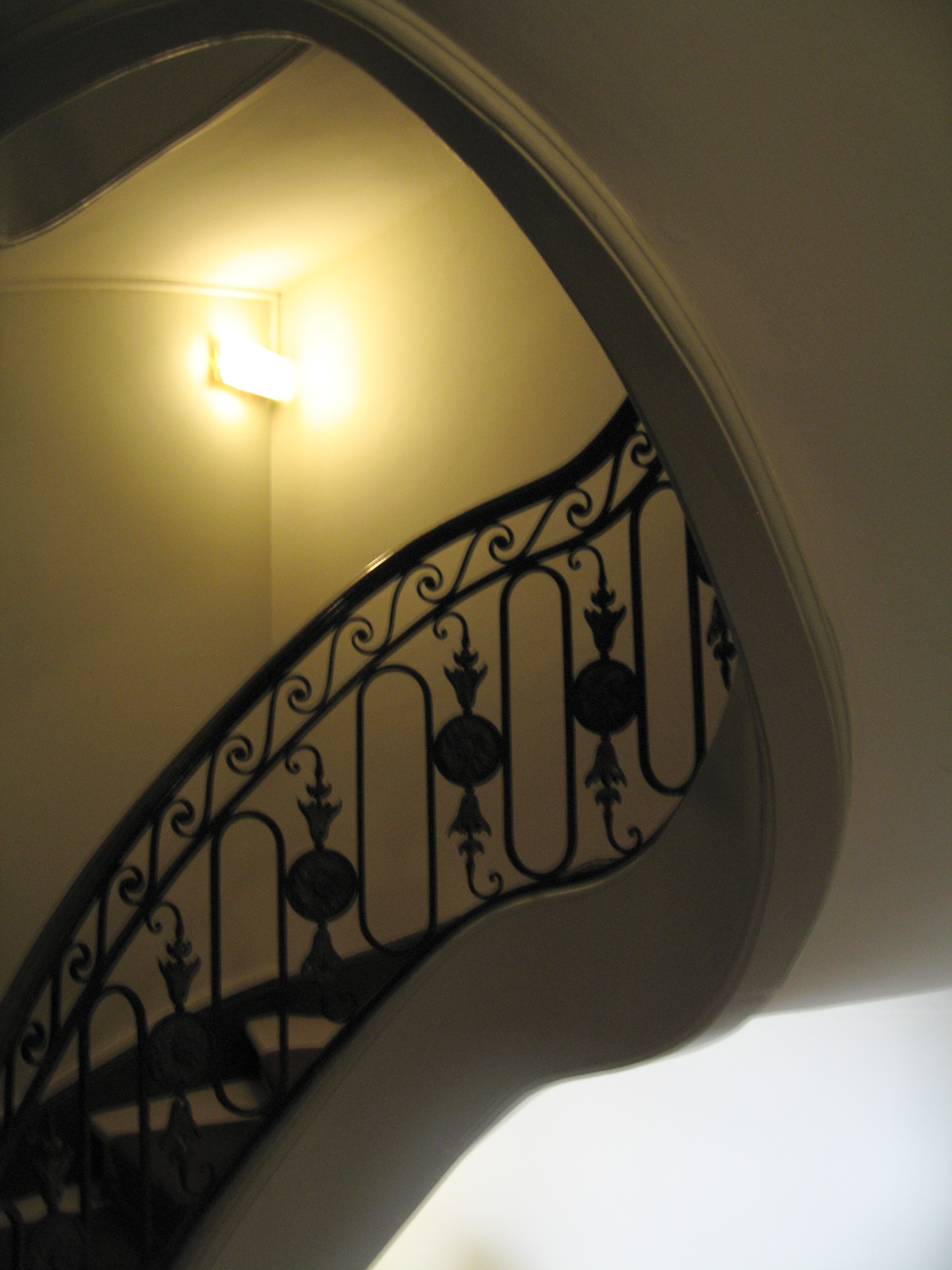
Petit escalier